# Crush (película de 2022)
Crush es una película estadounidense de coming-of-age de 2022 dirigida por Sammi Cohen y escrita por Kirsten King y Casey Rackham. La película está protagonizada por Rowan Blanchard y Auli'i Cravalho en una historia sobre una adolescente que se une al equipo de atletismo de su escuela secundaria para acercarse a su crush, solo para descubrir que se está acercando a otra compañera de equipo. Crush se estrenó digitalmente el 29 de abril de 2022 en Hulu.

## Reparto
- Rowan Blanchard como Paige Evans
- Auli'i Cravalho como AJ Campos
- Isabella Ferreira como Gabriela Campos
- Tyler Alvarez como Dillon
- Teala Dunn como Stacey Clark
- Rico Paris como Tim
- Aasif Mandvi como el Instructor Murray
- Michelle Buteau como la Directora Collins
- Megan Mullally como Angie Evans
- Addie Weyrich como Chantal
- Jes Tom como Aya

## Producción
Para julio de 2021, Kirsten King y Casey Rackham habían escrito un guion basado en sus propias experiencias de vida, contando una historia LGBTQ que mostraría más alegría queer al crecer en lugar de las historias que normalmente se cuentan simplemente sobre salir del clóset. Sammi Cohen se identificó con el proyecto, inicialmente llamado Love in Color, y firmó para dirigir. Rowan Blanchard y Auli'i Cravalho fueron elegidas como protagonistas poco después, y el rodaje comenzó en el área de Syracuse de Nueva York ese verano. En marzo de 2022, el título final se fijó como Crush con una fecha de estreno fijada para el 29 de abril de 2022 en Hulu.

## Recepción
En el sitio web de revisión y reseñas Rotten Tomatoes, la película obtuvo un índice de aprobación del 76% sobre la base de 34 reseñas, con una calificación promedio de 6.2/10. El consenso de los críticos del sitio web dice: “Parte de la escritura es forzada y la ejecución es ocasionalmente desigual, pero es fácil enamorarse de la historia de amor central de Crush”. En Metacritic, la película obtuvo un puntaje promedio de 56 sobre 100, basado en 7 críticas, lo cual indica «reseñas mixtas o promedio».